# Progresso Basket Femminile
Il Progresso Basket Femminile, noto anche come Progresso Bologna o come Matteiplast Bologna dal nome dello sponsor, è stata una società di pallacanestro femminile di Bologna.

## Storia
Originariamente parte dell'omonima polisportiva di Castel Maggiore, nel 2006 fu acquisita da Gianfranco Civolani, che ne spostò la sede a Bologna.
Dopo aver militato nelle serie inferiori, nel 2014/15 conquistò la promozione in Serie A2. Nel campionato 2016/17 la Progresso centrò la promozione in Serie A1, ma rinunciò alla partecipazione al massimo campionato per mancanza di fondi.
Due stagioni dopo, al termine della 2018/19, ottenne ancora la promozione in A1; dovette però nuovamente rinunciare e decise di ripartire dalla Serie B, categoria appena conquistata dalla propria Under 20.
Contestualmente, la neonata sezione femminile della Virtus Bologna si iscrisse in A1 con una sorta di wild card concessa dalla Fip, permettendo così al gruppo di giocatrici ed allo staff tecnico che avevano raggiunto la massima categoria di prendervi parte.
Venuto a mancare Civolani, la sua vice Valeria Vacchetti prese le redini della squadra, che disputò due campionati di B ed uno di C, prima che l'attività cessasse nel 2022.

## Società
- 2006-2019 ·  Gianfranco Civolani
- 2019-2022 ·  Valeria Vacchetti

- 2018-2019 ·  Giancarlo Giroldi
- 2019- ·  Massimo Borghi